# Lerkrokmossa
Lerkrokmossa (Drepanocladus aduncus) är en bladmossart som beskrevs av Warnstorf 1903. Enligt Catalogue of Life ingår Lerkrokmossa i släktet krokmossor och familjen Amblystegiaceae, men enligt Dyntaxa är tillhörigheten istället släktet krokmossor och familjen Amblystegiaceae. Arten är reproducerande i Sverige. Inga underarter finns listade i Catalogue of Life.